# Думино (Ивановская область)
Думино — деревня в Тейковском районе Ивановской области. Входит в состав Нерльского городского поселения.

## География
Находится в юго-западной части Ивановской области на расстоянии приблизительно 19 км на юг-юго-запад по прямой от районного центра города Тейково.

## История
Деревня уже была известна в 1808 году. 

## Население
Постоянное население составляло 164 человека в 2002 году (русские 91 %), 111 в 2010.